# Rebound-Effekt (Ökonomie)
Mit Rebound-Effekt (englisch für Abprall- oder Rückschlageffekt, auch als Bumerangeffekt bezeichnet) werden in der Energieökonomie Effekte bezeichnet, die dazu führen, dass das Einsparpotenzial von Effizienzsteigerungen nicht oder nur teilweise verwirklicht wird. Da die Effizienzsteigerung oft mit Kosteneinsparungen beim Verbraucher verbunden ist, führt dies dazu, dass 1) das Produkt intensiver genutzt wird, 2) zusätzliche Produkte der gleichen Art erworben werden oder 3) dass die Verbraucher die freigewordenen Mittel für andere energieverbrauchende Produkte und Dienstleistungen verwenden.

## Direkte und indirekte Wirkungen
Der Rebound-Effekt ist ein Anstieg des Energieverbrauchs aufgrund einer Effizienzsteigerung. Er ist ein prozentualer Anteil des theoretischen Einsparpotenzials von Effizienzsteigerungen, der aufgrund des Verhaltens der Verbraucher nicht eingespart wird. Falls beispielsweise die Effizienz um 25 % zunimmt, wird erwartet, dass der Ressourcenverbrauch um 20 % (=1-1/1,25) abnimmt.  Wenn der Ressourcenverbrauch aber nur um 10 % zurückgeht, ist die Größe des Rebound-Effektes 50 %.
Zum Rebound tragen mehrere Effekte  bei. Um von Rebound zu sprechen, müssen diese Effekte von der Effizienzsteigerung verursacht sein. Wenn eine Mengenausweitung, die von der Effizienzsteigerung unabhängig stattfindet, die Effizienzgewinne vermindert, liegt kein Rebound vor.
- Direkter Rebound-Effekt: Der direkte Rebound-Effekt ist eine erhöhte Nachfrage nach dem gleichen Gut. Eine Energiedienstleistung, die effizienter angeboten wird, wird dadurch billiger. Was billiger wird, wird stärker nachgefragt. Zum Beispiel wird durch eine effizientere Lampe Energie eingespart, die (teilweise) für längere Beleuchtungszeiten (z. B. nachts) verwendet wird. Auch das Ersetzen von Produkten kann Rebound-Effekte auslösen. Zum Beispiel wurden in den skandinavischen Ländern die Glühbirnen durch effizientere Energiesparlampen ersetzt. Durch sie wird weniger Wärme erzeugt, was durch zusätzliches Heizen vor allem im Winter ausgeglichen werden muss und die Wirkung der Einsparmaßnahme verringert.[3]
- Indirekter Rebound-Effekt: Wer dank Effizienzsteigerung Energie und damit Geld spart, gibt das Geld für anderes aus, das ebenfalls Energie verbraucht. Dadurch steigt die Nachfrage nach zusätzlichen Produkten, für deren Herstellung, Betrieb und Entsorgung ebenfalls Energie benötigt wird. Zum Beispiel wird nach dem Kauf eines effizienten Autos Benzin eingespart. Das Geld aus dieser Einsparung kann dann für eine Flugreise genutzt werden. Der psychologische Effekt, der zum indirekten Rebound-Effekt führen kann, wird Moralische Lizenzierung genannt. Werden indirekte Rebound-Effekte in die Betrachtung einbezogen, wird möglicherweise ein noch größerer Teil der Effizienzgewinne kompensiert. In Einzelfällen ist es denkbar, dass die Einspareffekte überkompensiert werden (sogenanntes Backfire). Dieser Fall ist aber die Ausnahme und ein solches Backfire ist mit Wachstums- und Strukturwandeleffekten verbunden, kann also nicht mehr als reiner Rebound-Effekt betrachtet werden.[4]
- Makroökonomischer Rebound-Effekt: Die eingesparte Energie ist als zusätzliches Angebot auf dem (weltweiten) Markt. Ein zusätzliches Angebot senkt den Preis, was die Nachfrage stimuliert. In anderen Worten: Was einer spart, verbraucht ein anderer. Dadurch wird insgesamt weniger Energie eingespart, als durch die Effizienz erwartet wurde. Dieser Effekt beinhaltet sowohl direkte als auch indirekte Rebound-Effekte.

## Beispiele
- Ein Beispiel für einen Rebound-Effekt ist die Einführung von Wolframwendel-Glühlampen als Ersatz für Kohlenfadenlampen im frühen 20. Jahrhundert. Sie verbrauchen für dieselbe Leuchtleistung nur ein Viertel so viel Energie. Als sie in Großbritannien eingeführt wurden, fürchteten viele Elektrizitätswerke einen Einbruch des Umsatzes. Andere hingegen erkannten, dass das so verbilligte Licht nun einen Massenmarkt erobern könnte, und senkten die Preise. Sie lagen richtig: Der Stromverbrauch stieg (nicht nur, aber auch) wegen der effizienteren Lampen stark an.[5]

- Ein oft genanntes Beispiel ist die Entwicklung der Fernsehgeräte. Obwohl der Energieverbrauch pro Quadratzentimeter Bildfläche von 25 bis 45 Milliwatt im Jahr 2000 auf 17 Milliwatt[6] im Jahr 2014 gefallen ist, nahm die Gesamtleistung der Geräte wegen größerer Bildschirme zu. Soweit größere Bildschirme öfter gekauft werden, weil die Technik effizienter geworden ist, handelt es sich hier um einen (direkten) Rebound-Effekt. Soweit die Vorliebe für größere Bildschirme aber vom Energieverbrauch unabhängig zugenommen hat (und auch bei gleich bleibender Energieeffizienz zugenommen hätte), handelt es sich nicht um einen Rebound-Effekt.

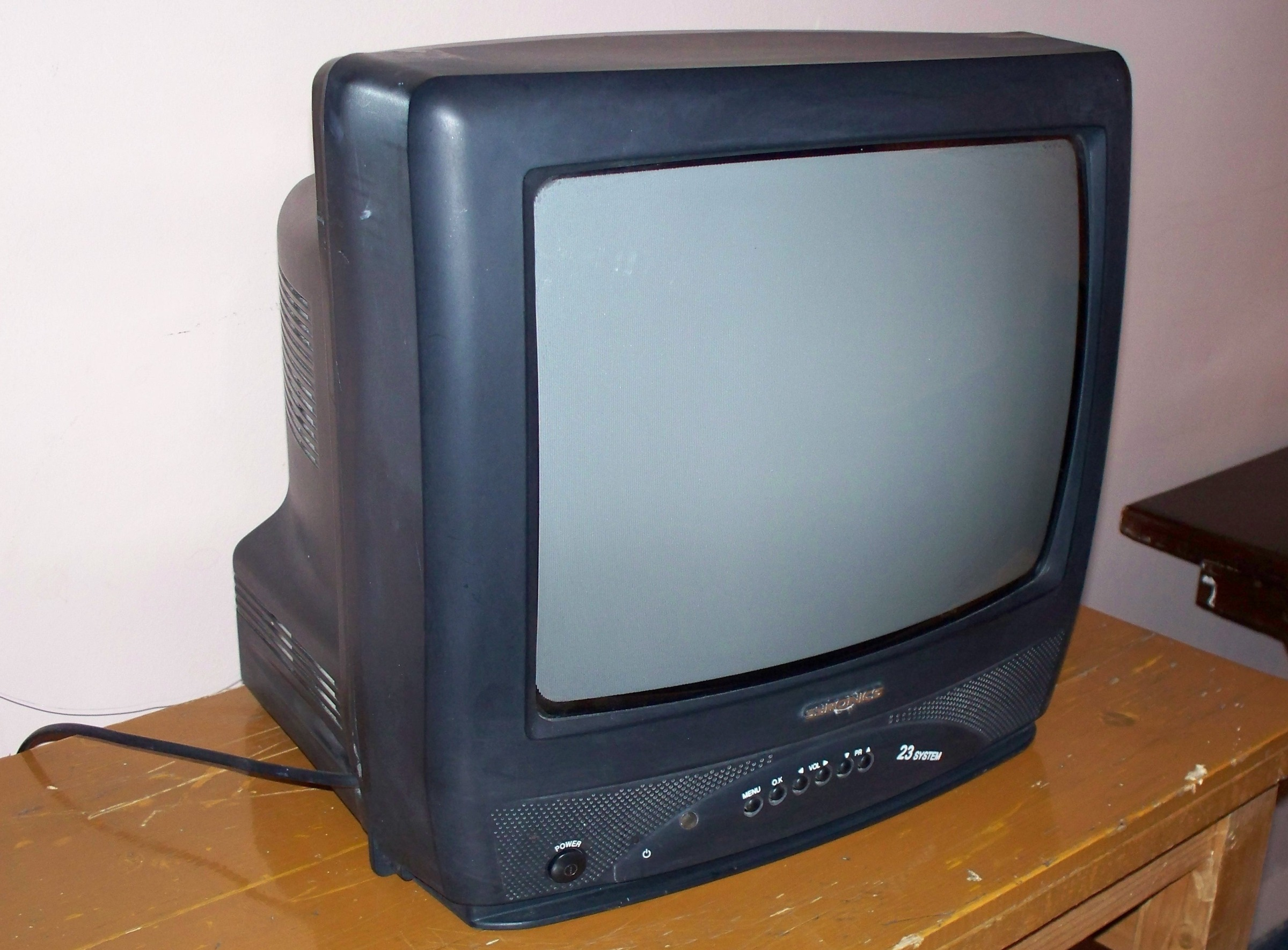
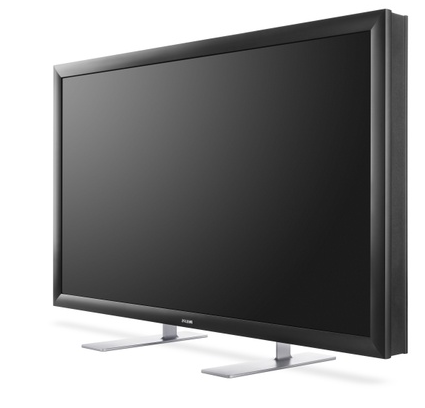

- Ein weiteres Beispiel, das oft genutzt wird, ist das Auto. Durch ein effizienteres Auto sinken die Kosten pro gefahrenem Kilometer. Deswegen nutzen viele Verbraucher ihr Auto öfter und fahren mehr Fahrzeugkilometer. In Japan ergab eine Untersuchung, dass Autofahrer, die sich nach eigener Wahrnehmung ein 'ökologisches' Auto zugelegt haben, ein Jahr nach dessen Kauf gut 1,6 mal mehr Kilometer als mit ihrem herkömmlichen Auto gefahren sind.[7]

- Sinkt Quadratmeterpreis für Wohnfläche, leisten sich viele Menschen eine größere Wohnfläche. Sobald er wieder steigt, nimmt die Knappheit wieder zu.[8]

## Ursachen
Es gibt sowohl finanzielle als auch psychologische Ursachen für das Entstehen des Rebound-Effektes.
- Finanzieller Rebound-Effekt: Das reale Einkommen der Verbraucher wird durch den Rebound-Effekt erhöht („Einkommenseffekt“), weshalb die Verbraucher zusätzlich weitere Produkte konsumieren können. Also steigt der Gesamtkonsum an. Auch das Ersetzen von Produkten (wie fossile durch erneuerbare Energie) kann zusätzliche Rebound-Effekte auslösen.[3]
- Transformations-Effekt: Technische Effizienzsteigerungen verändern das Konsumverhalten, was sich auf Infrastrukturen, soziale Normen und so weiter auswirkt. Wird beispielsweise der Verkehr effizienter, verändern sich Siedlungsstrukturen, kleine Läden verschwinden und Einkaufszentren entstehen, was schließlich wieder zu einem bestimmten Verkehrsverhalten zwingt.
- Mentaler Rebound-Effekt: Verschiedentlich führen Einsparungen durch effizientere Technologien zur moralischen Selbstlegitimierung (moral licensing) von zusätzlichem Konsum.[9] Steigen Autofahrer auf ein gasbetriebenes Fahrzeug um, können sie mit gutem Gewissen mehr Gas geben oder auch weitere Strecken zurücklegen. Ein Teil der möglichen Einsparungen wird somit durch einen höheren Verbrauch kompensiert. Ebenso können Haushalte Energiesparlampen länger brennen lassen als konventionelle Glühbirnen und dennoch „etwas für die Umwelt leisten“.[10] Teilweise verändert sich die symbolische Bedeutung der Güter; zum Beispiel indem die Produkte zum Statussymbol werden, werden sie verstärkt nachgefragt.[7]

## Geschichte der Theorie
William Stanley Jevons veröffentlichte 1865 The Coal Question, in dem er schrieb:

“It is wholly a confusion of ideas to suppose that the economic use of fuel is equivalent to a diminished consumption. The very contrary is the truth.”

„Anzunehmen, dass die wirtschaftliche Nutzung von Brennstoffen mit einem geringeren Verbrauch einhergeht, ist eine völlige Begriffsverwirrung. Das genaue Gegenteil ist der Fall.“

Jevons rechnete nach heutiger Terminologie (der Ausdruck Rebound kam erst später) sogar mit Backfire. In den Jahren darauf geriet die Idee in Vergessenheit. Um 1980 verfassten Leonard Brookes und Daniel Khazzoom wieder erste wissenschaftliche Arbeiten zum Thema. Rebound bezogen auf Rohstoffe heißt heute Jevons’ Paradoxon.

## Praxis
Das UN-Expertengremium für den Klimawandel IPCC erwähnt Rebound mehrmals in seinem Bericht und erklärt den Begriff im Glossar; es berücksichtigt Rebound-Effekte in seinen Szenarien aber nicht.
Der Vorschlag von Umweltökonomen, statt der Ökoeffizienz die Suffizienz zu steigern, gilt als nicht durchsetzbar. Unabhängig davon ist auch die Suffizienz nicht frei von Rebound-Effekten.
Weil Rebound-Effekte vielfältig und sehr indirekt wirken können, ist es nicht möglich, sie zu messen. Die Meinungen, wie groß der Rebound-Effekt in der Regel ausfalle, gehen daher weit auseinander. Eine Studie des staatlichen britischen Energieforschungszentrums UKERC stellte 2007 fest, dass einigermaßen belastbare Zahlen nur zum direkten Rebound-Effekt und lediglich zu Bereichen wie Verkehr und Haushalt in Industriestaaten existieren. Auf jeden Fall sei es „falsch anzunehmen, Rebound-Effekte seien so gering, dass man sie vernachlässigen könnte.“ Veröffentlichungen von Anfang 2013 geben den Effekt mit 5 bis 30 % der zuvor eingesparten Energie an. Der größte Teil der Einsparungen bleibe bestehen, der Effekt werde überschätzt: „Umweltschädliche Emissionen lassen sich durch effizientere Energienutzung einsparen. Wer das bestreitet, fährt ein Ablenkungsmanöver“.
Ausschließen lassen sich Rebound-Effekte nur, wenn beim Angebot statt bei der Nachfrage angesetzt wird: Eine (künstliche oder natürliche) Angebotsverknappung lässt für Rebound-Effekte keinen Raum. Die sonst für einen Rebound verantwortlichen Effekte erhöhen dann allerdings den Preisanstieg als Folge der Angebotsverknappung zusätzlich.
Finanzielle Anreize, die zu Effizienzgewinnen führen (sollen), können sich unterschiedlich auswirken: Werden energieeffiziente Produkte oder Leistungen durch Subventionen unterstützt, werden sie dadurch billiger. Daher ist bei solchen Subventionen viel stärker mit Rebound-Effekten oder ggf. Backfire zu rechnen als beispielsweise im Fall von Energiesteuern, die in gleichem Maße zu Kostenunterschieden zwischen mehr oder weniger energieeffizienten Produkten bzw. ihrer Verwendung führen, denn Energiesteuern führen auch bei Produkten mit höherer Energieeffizienz zu einer gewissen Verteuerung.
Bei Produkten bzw. Leistungen, bei denen die Energiekosten einen größeren Teil des Gesamtpreises bestimmen, ist eher mit Rebound bzw. Backfire zu rechnen als bei geringem Kostenanteil, und auch die Preisabhängigkeit der Nachfrage spielt eine Rolle. Beispielsweise können effizientere Autos zu Überlandfahrten über größere Strecken mit höherer Fahrtgeschwindigkeit führen, während die Fahrtstrecken im Stadtverkehr weniger beeinflusst werden, weil dies zusätzlich im Auto verbrachte Zeit erfordern würde. Erst recht wird sich beispielsweise die Zahl der Zahnarztbesuche nicht durch eine energieeffizientere Praxisausstattung erhöhen.
Negative Rebound-Effekte können erreicht werden, indem sehr energieintensive Produkte mit Steuern belegt werden, wenn es energieärmere Alternativprodukte gibt. Hieraus ergeben sich Effekte, die die gewünschte Wirkung verstärken. Erstens verringert sich das Budget derjenigen Konsumenten, die das energieintensive Produkt konsumieren, wodurch ihr Konsum insgesamt abnimmt. Zweitens wird ein Teil der Konsumenten auf ein energieärmeres Produkt ausweichen. Voraussetzung für einen solchen Verstärkungseffekt ist allerdings, dass die Steuereinnahmen vom Staat nicht für den erneuten Konsum energieintensiver Güter verwendet werden. Diese Effekte sind ähnlich denen einer Pigou-Steuer.
Im Juni 2015 untersuchten drei Institute im Auftrag des Umweltbundesamtes, wie die Politik Rebound-Effekten begegnen könnte. Die Forscher empfehlen in der Studie einen umweltpolitischen Policy-Mix. Als Lösungsstrategie wird die Kopplung von Effizienzförderung und Abgaben auf die Nutzung einer Ressource bevorzugt. Durch schrittweise Erhöhung der Abgaben könnten Rebound-Effekte teilweise bis vollständig vermieden werden.
Jüngere ökonomische Arbeiten sehen in der gesamtwirtschaftlichen Planung und Teilhabe (etwa Zentralverwaltungswirtschaft, Parecon oder Wirtschaftsdemokratie) Wege, um Rebound-Effekte zu vermeiden. Dies sei unter anderem der Fall, weil wünschenswerte Maximalverbräuche im Vorfeld festgelegt und auftretende Nutzungskonflikte abgewogen werden könnten.

## Rebound-Effekte außerhalb der Energieökonomie
Rebound-Effekte sind auch außerhalb der Energieökonomie anzutreffen. So treten Rebound-Effekte etwa in den Bereichen Trinkwasser, Phosphor und seltene Erden auf.
Häufig beobachtet wird ein Zeit-Rebound-Effekt: So führen schnellere Verkehrsverbindungen dazu, dass weitere Strecken zurückgelegt werden; zeitsparende Haushaltsgeräte wie Waschmaschinen verändern die sozialen Standards (es wird mehr gewaschen usw.).
In der Verkehrs- und der Arbeitspsychologie ist der Rebound-Effekt unter dem Begriff Risikokompensation bekannt: Wer sich mit Gurt, Airbag und ABS, mit dem Fahrradhelm oder infolge von Arbeitsschutzmaßnahmen sicherer fühlt, verhält sich tendenziell riskanter bzw. muss mit riskanteren Aktionen anderer rechnen.